# آدریانو فدله
آدریانو فدله (انگلیسی: Adriano Fedele؛ زادهٔ ۱۳ اکتبر ۱۹۴۷) بازیکن فوتبال اهل ایتالیا است.
از باشگاه‌هایی که در آن بازی کرده‌است می‌توان به باشگاه فوتبال هلاس ورونا، باشگاه فوتبال پرو گوریتسیا، باشگاه فوتبال اینتر میلان، باشگاه فوتبال بولونیا، و باشگاه فوتبال اودینزه اشاره کرد.